# لپتومایسین
لپتومایسین (به انگلیسی: Leptomycin) یک ترکیب شیمیایی با شناسه پاب‌کم ۶۹۱۷۹۰۷ است.